# 八路军冀热察挺进军司令部旧址
八路军冀热察挺进军司令部旧址，位于北京市门头沟区斋堂镇马栏村，现为“八路军冀热察挺进军司令部旧址陈列馆”。

## 历史
门头沟地区属于山区，地势险峻。抗日战争爆发后，门头沟成为平西抗日根据地的指挥中心。1939年1月，萧克等人奉中共中央及军委的命令，宣布成立八路军冀热察挺进军，萧克任司令员兼政委。挺进军成立以后，在平西、平北、冀东作战，指挥当地军民粉碎了日军多次大扫荡。抗日根据地的人口发展到320万人，建成正规兵团1.6万人，游击队1万余人，还建立了民兵组织，实现了“巩固平西，坚持冀东，开辟平北”的战略。其间，1939年10月，萧克率领八路军冀热察挺进军进驻马栏村，至1940年夏，该司令部迁出马栏村。
1997年，马栏村成立了北京市首家由农民集资成立的博物馆“八路军冀热察挺进军司令部旧址陈列馆”，这是北京市唯一注册的村级博物馆，馆舍即当年挺进军司令部使用过的四合院。2007年，在该陈列馆开馆10周年暨纪念抗日战争爆发70周年之际，经中国人民抗日战争纪念馆支持，马栏村对该陈列馆进行了彻底改造修缮，并且重新布展，提高了展陈水平，同时提高了旅游服务水平。2008年，马栏村抓住该村被列为“北京市新农村建设整体推进村”和该陈列馆被列为北京市第一批免费开放博物馆的机会，大力整治了陈列馆周边的基础设施。

## 建筑
马栏村建于元朝。在通往该陈列馆的路上，马栏村建设了一条5000米长的街坊路，路面标示着从抗日战争到如今马栏村的历史。路面上用石子铺成“37”的数字，这是马栏村村委会主任在修此路时的创意，从下台阶到此处有3.7米，石子铺成“37”，代表抗日战争在1937年爆发。再向下走的路段有3.9米长，代表1939年八路军冀热察挺进军司令部进驻马栏村。路中央有块红石头，代表马栏村村民团结在挺进军周围开展抗日斗争。再向下走40米，路面上相隔不远分散镶嵌着印着五星的钢珠，代表马栏村的40名村民为了抗日战争献出了生命。再向下走58米，代表了1958年马栏村农业发展的鼎盛时期，当时该村年产核桃13万斤，鸭梨12万斤，这些成就获得中华人民共和国国务院的肯定，获周恩来总理嘉奖。再走78米，代表1978年改革开放开始。路面的22块煤，代表马栏村有22个煤矿。过去马栏村以产煤炭而著称，但21世纪初，为保护生态环境，马栏村的煤矿陆续关闭，马栏村转变了发展方向，提出以陈列馆为依托，打造红色旅游精品基地，发展特色种植及养殖。
陈列馆即八路军冀热察挺进军司令部旧址，为一套二进四合院，坐北朝南，大门开在东南角，墙体磨砖对缝，影壁的装饰十分精美，可能是中华民国初年建筑。正房的门上悬挂着萧克题写的“冀热察挺进军驻地”木匾。
陈列馆分为三个展室。正房内为序厅，是当年萧克司令员的指挥部。房间内陈列着萧克曾使用的八仙桌、太师椅、档案柜、马灯、洗脸盆等物品，还有萧克曾经睡过的土炕。墙上挂有抗战指挥图，沙盘上标着司令部的若干旧址。
第一展室的主题是“挺进军的组成和挺进军的足迹”。展室内有一些图片，展柜内摆放着缴获的日本军大衣、马扎、子弹夹、文件夹、木碗等。
第二展室的主题是“英雄的马栏村”。展室采用图片、油画实物表现了马栏村人民为抗日战争胜利做出的贡献。这里有以当年马栏村儿童团团员刘恩敏为原型画的儿童团团员查路条的油画。
第三展室的主题是“英雄的马栏村及鱼水情长”。展现了抗日战争期间马栏村涌现的英雄人物。
防空洞是当年挺进军司令部为防止日军轰炸而挖设。防空洞有1米多高，用树棍支撑。如今经过修理，仍然保留有树棍，但洞壁已用水泥糊上。防空洞大约30多米长，连接着两个院子。